# Seven Fields, Pennsylvania
Seven Fields là một thị trấn thuộc quận Butler, tiểu bang Pennsylvania, Hoa Kỳ. Năm 2010, dân số của thị trấn này là 2887 người.